# Mongolostegus
Mongolostegus exspectabilis is een plantenetende ornithischische dinosauriër, behorende tot de Stegosauria, die tijdens het Vroeg-Krijt (Aptien-Albien) leefde in het gebied van het huidige Mongolië.

## Vondst en naamgeving
In 1981 vond Sergej Michailjowitsj Koerzanow tijdens de Sovjet-Mongoolse Expeditie bij Chamrin-Oes het skelet van een stegosauriër. De vondst werd in 2005 en 2012 door Wladimir Alifanow gemeld in de literatuur. In 2014 benoemde Roman Oelanski het specimen als een derde soort van Wuerhosaurus: Wuerhosaurus mongoliensis. Dat deed hij echter in een niet-gearchiveerde elektronische publicatie zodat de naam een ongeldige nomen non rite publicatum bleef.
In 2018 werd de typesoort Mongolostegus exspectabilis benoemd en beschreven door Tatjana Toemanowa en Alifanow. De geslachtsnaam verbindt een verwijzing naar Mongolië met het Oudgrieks στέγος, stegos, "dak", wat weer een verwijzing is naar Stegosaurus. De soortaanduiding is het fout gespelde Latijnse expectabilis, "lang verwacht", omdat de uiteindelijke geldige benoeming zo lang op zich liet wachten.
Het holotype, PIN, no. 3779-15, is gevonden in een laag van de Dzunbainformatie die dateert uit het Aptien-Albien. Het bestaat uit een gedeeltelijk skelet zonder schedel. Bewaard zijn gebleven: het linkerschaambeen, de rechtse processus praepubicus, een sacrale rib, een sacrocaudale wervel, de vijf voorste staartwervels en verdere fragmenten van het bekken.

## Beschrijving
Mongolostegus is een middelgrote soort. De zes gevonden wervels zijn samen negentien centimeter lang. Het schaambeen is ongeveer negentig centimeter lang wat wijst op een lichaamslengte van zo'n vijf meter.
De beschrijvers wisten enkele onderscheidende kenmerken vast te stellen. Bij de staartwervels is het doornuitsteeksel anderhalfmaal zo hoog als het wervellichaam. De staartwervels zijn korter dan breed. De spitsen van de doornuitsteeksels zijn niet verbreed en ook niet voorzien van een lengtegroeve. Bij de eerste vijf staartwervels staan de doornuitsteeksels naar achteren gericht. In de start is het ruggenmergkanaal tamelijk breed. Van de vierde staartwervel af zijn de voorste gewrichtsuitsteeksels aanzienlijk naar voren verlengd. De zijuitsteeksels zijn achterwaarts geplaatst. De schacht van het schaambeen is massief gebouwd. De schacht heeft halverwege een ovale dwarsdoorsnede en in het achterste uiteinde een ronde dwarsdoorsnede. De bijdrage van het schaambeen aan het heupgewricht is aanzienlijk verdikt.

## Fylogenie
De Russische onderzoekers hebben lang geaarzeld of het überhaupt wel om een stegosauriër ging. De vondst mist immers de kenmerkende rugplaten en staartstekels. Daarbij was er gedurende negentig jaar onderzoek nooit een stegosauriër in Mongolië aangetroffen. Het schaambeen bewijst echter dat het om een lid van de Ornithischia gaat. De staartwervels zijn evident niet van een lid van de Euornithopoda en ze zijn te hoog voor een lid van de Ankylosauria. Dat laat alleen de Stegosauria als mogelijkheid over. Ze plaatsten Mongolostegus in de Stegosauridae maar zonder een exacte cladistische analyse zodat de verwantschappen nog zeer onzeker zijn.  